# アメリカ法

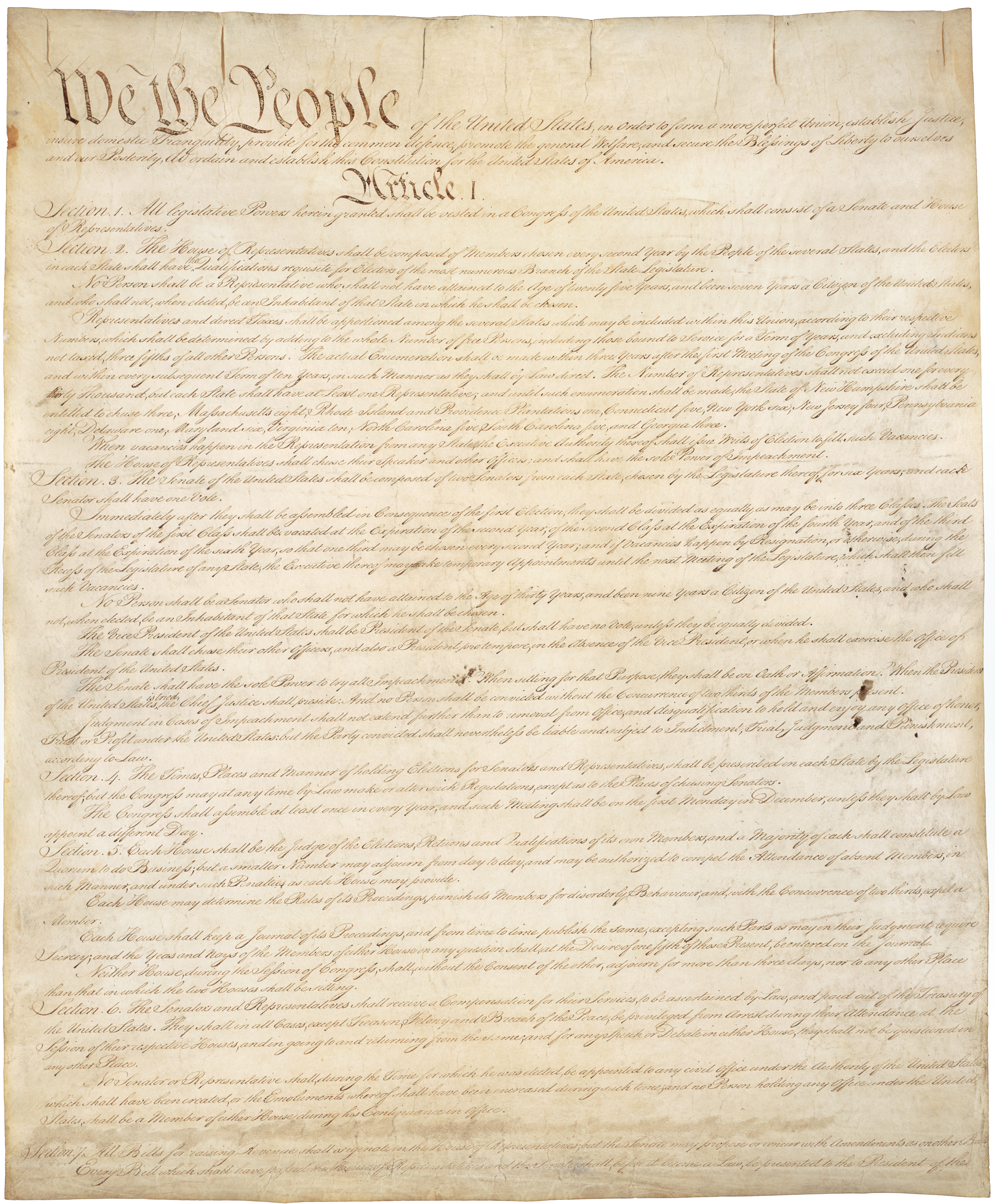
アメリカ合衆国憲法原本

アメリカ法（アメリカほう、英語: Law of the United States）は、アメリカ合衆国の法制度。連邦法と各州法から構成される。日本では米国法（べいこくほう）とも呼ばれる。

## 概要
アメリカ合衆国は、英米法系の国の一つの代表的存在ではあるが、アメリカ法は、イギリスと異なり成文憲法典を有し、連邦制を採用していることなどから、英国法（イングランド法）とは異なった独特の発展を遂げている。
アメリカ法は、（大日本帝国憲法下の）戦前日本の法制､法学に対してほとんど影響を与えていなかったが、GHQ/SCAP（連合国軍最高司令官総司令部）による連合国軍被占領期（1945年-1952年）を経て、戦後日本国憲法、刑事訴訟法、労働法、会社法、独占禁止法、金融商品取引法の領域に、特に大きな影響を与えるに至っている。

### アメリカ法の体系
アメリカ法を理解するにあたっては、大陸法の国で当然とされている前提がそもそも異なる点に留意する必要がある。
大陸法では、公法と私法が区別されているが、アメリカ法では、そのような区別をするという発想がそもそもない。もちろん講学上の概念としては存在するのであるが、あくまで便宜上のものであるとされている。刑事法と民事法の区別、手続法、実体法の区別についても、全く同様のことがいえる。
また、アメリカ法において、制定法という場合、それらは単に無秩序な法律の集合体であり、第一次的法源である判例を補うものにすぎないとされており、これは制定法主義をとる大陸法において、判例が制定法のすき間にあたる部分を補充する機能を有するものとされていることと全く正反対の理解がなされている。したがって、アメリカの制定法を解釈するにあたっては、その条文を読んだだけでは理解できない暗黙の前提となる判例が存在する可能性がある。
例えば、アメリカ法には、日本でいう民法（Civil law）という概念は存在しない。民事法典（Civil code）という概念は存在するが、それは契約法典、不法行為法典、財産法典という雑多な制定法の集まりにすぎず、体系性をもった「法」（Law）といえるのは、その法域、つまりほとんどの場合にはその州の裁判が行われることによって日々変化する判例法である。そして、日本でいう民法にあたるその判例法には、不法行為法で懲罰的損害賠償が認められているように刑法と同じ制裁としての機能を有しており、刑事法と理論的に峻別されていない。同様に、商法とも区別されておらず、商事法典は存在するが、商法は存在しない。さらに、合衆国には、行政裁判所が存在せず、通常裁判所の法に従うのが当然とされており、公法と私法を区別する実益は全くない。加えて、合衆国には、民法を実現するための手段としての民事訴訟法、刑法を実現する手段としての刑事訴訟法という発想が存在せず、裁判所および裁判所における手続法の中の民事編、刑事編という規定のされ方がされているのである。

### 歴史

#### 英国法の継受と独立戦争
アメリカ合衆国は、もともとひとつの国家としてではなく、独立戦争によって 英国から独立した13の植民地の連合を契機に建国されたという歴史を有する。また、建国当初の法曹のほとんどは、イングランドの法曹院の出身者であった。法曹希望者のほとんどは、既に法曹としての実績のある者の見習いになり、まれに法曹学院にわざわざ留学するなどして教育を受けていた。このような経緯からアメリカ合衆国は英国のイングランド法を継受したのである。
そのため、合衆国は、何世紀も前の英国の慣習を起源とするコモン・ローにみられる伝統的な法原則にすべての法制度が立脚している。英国では、国王によって諸侯ないし人民の権利・自由が侵害された歴史から、専断的な権力による人の支配を排除する法の支配が徐々に確立されていった。このような経緯から、法の支配における「法」とは、司法の決定およびそこで示された一般原則ならびに伝統的な慣習の集大成であり、判例が第一次的法源とされた。したがって、日本やドイツのような成文法主義の国と異なり、議会が制定する法律は、判例を修正した規範にすぎないとされている。この点は合衆国でも同様である。
諸邦連合の連合規約によって設置された連合会議は、一院制で、立法作用のみならず、行政作用も有するものとされたが、連合には独自の司法府が存在しなかった。諸邦連合の13の邦は、それぞれが独立の国家として主権を有していたので、連合議会は、いわば各邦の代理にすぎず、その権限は極めて限られており、独自の徴税権も通商規制権もなかった。
そのため、独立後の13の邦の政治・商業は混乱を極め、これに乗じて徳政令を乱発し農民一揆が起こるなど独立前よりもかえって政治・社会が混乱するという事態に陥った。

#### 合衆国憲法の制定
このような混乱を収拾するため、諸邦連合は、連邦の司法府の設立および連邦議会の権限を強化することを目指した。1787年、合衆国憲法を制定して連邦制を採用し、アメリカ合衆国として一つの主権国家となったのである。そして、立憲君主制をとる英国と異なり、合衆国は、人民主権の下、国王に代わる国家元首を国民が選挙によって選出する大統領制をとった。
もっとも、13の邦の代表者である合衆国憲法起草者たちは、同時に連邦の権限が強くなりすぎて州(state)の権限が侵されることも警戒していた。そこで、合衆国憲法は、立憲主義を採用して、政府機能を3つの部門に厳格に分割し、相互に抑制・均衡を保つよう権力分立制を採用した。
このようにして、合衆国(合州国ではない。)は「立憲連邦共和国」としてスタートを切ったのであるが、合衆国憲法は、以上のような「おおいなる政治的妥協の産物」であり、その条項は、多分に解釈の余地を残すものにならざるを得なかった。このことが後に連邦最高裁判所による連邦の権限の拡大に繋がっていく。
その後、合衆国は、対話と衝突を繰り返しながら各地方の割譲、侵略、買収、併合を経て、現在の50州 、1地区 (district) で構成されるに至った。そのため、各州の法制度はそれぞれ独自の歴史と文化を有している。また、1783年に独立戦争が終結すると、各州でロー・スクールが設置されるようになり、徐々に各州で独自の法教育を行うようになった。
このような経緯から、アメリカ法は、英国法と異なる独自の進化を遂げたといえる。英国では、英国法が単独の法域を構成するのに対し、合衆国では、連邦法と州法の二元性の下で51を超える法域が存在する。他の国々に比しても、極めて複雑で多層的な構造を有するに至っている。

#### 連邦法と州法の関係
合衆国は、連邦制を採用しているため、連邦法 (federal law) と州法 (state law) との関係が問題になるが、両者は別個独自のものとされ、この二元性がアメリカ法の特徴となっている。

##### 連邦法の優位性
連邦政府の権力は各州および人民から委譲されたものとされており、そのため、連邦議会の立法権は、合衆国憲法第1章第8節その他合衆国憲法に列挙された事項に限定されている。
連邦法で定めることができる事項は、「諸外国、各州間およびインディアン部族との通商を規制すること」、「著作者および発明者に一定期間それぞれの著作および発明に対し独占的権利を保障することによって学術および技芸の進歩を促進すること」、「破産に関する法律を定めること」などであり、これに基づき、通商関係のほか、知的財産法、破産法などが主に規定されている。
連邦法は、合衆国法典  という形でまとめられているが、合衆国法典自体は法律ではなく、単に制定法を系統的に配列したものである。
合衆国憲法第6条は、合衆国憲法およびこれに準拠して制定される合衆国の法律ならびに合衆国の権限をもって、すでに締結されまたは将来締結されるすべての条約は、国の最高法規であり、各州の裁判官は、各州憲法または州法の中に相反するいかなる規定がある場合でも、これに拘束されるとしている。この条項により、「合衆国憲法が言及している事項についてはいかなる州も反することはできない」という連邦法の優位性が導かれた。
ここから、州法は、憲法・連邦法・条約に反してはならないとされる。また、憲法と制定法は、判例法に優先にするとされているので、合衆国憲法や連邦法、州憲法や州法による規定が存在しない場合は、コモン・ローが法源となり、それは今日も日々刻々と進化を続けていると考えられている。

##### 州の強大な権限と州法
連邦法で定めることができるとして限定列挙された事項以外については、州または人民に留保され（修正第10条を参照）、各州は、各州の人民の信託に基づく強大な固有の権限（ポリス・パワー）を有している。
各州はこの権限に基づき、それぞれ合衆国憲法とは別に独自の憲法をもち、それぞれの州憲法に基づき州の統治機構を定めている。例えば、州議会が一院制の州もあれば、二院制の州もあり、その他にも州議会の会期、裁判所の種類・名称、訴訟手続、裁判官の任命方法が異なっている。各州の統治機構が異なる一方で、州の憲法の内容は、合衆国憲法とほぼ同じである。人々はむしろ、より詳細で条文数も多い州憲法の方が、合衆国憲法より自州の市民に寛大な権利と特権を付与していると考えている。
各州議会は、「各州が条約を締結すること、貨幣を鋳造すること、私権剥奪法、遡及処罰法あるいは契約上の権利義務を損なうような法律を制定すること、貴族の称号を授与すること」など合衆国憲法第1章第10節が州法で定めることを特に禁止した事項以外について、広範な立法権を有している。
そのため、日本において刑法、民法ないし商法、会社法と呼ばれる重要な法律でさえ、アメリカでは、州ごとに州議会によって州法が制定され、州ごとに州裁判所によって判例法が形成されているという状況にある。当然にその内容も異なるため、事前に十分な調査が必要とされている。
このような状況は、あまりに法的安定性を害することから、民間から各州における規定の整合性を図る運動が起こり、1923年にアメリカ法律協会 (en:American Law Institute) が設立された。同協会は、アメリカ各州の判例法の現状を分析し、おおよその共通事項を、契約法、不法行為法等の各法分野ごとに法典の形にして注釈をつけた本を発行するリステイトメント事業を開始した。リステイトメント自体は法律ではなく、第2次資料 (secondary sources) にすぎないものの、判例においてしばしば引用されるなど高い信頼と権威を得ている。
また、同様の見地から、1952年には、アメリカ法律協会と アメリカ法曹協会 によって組織される統一州法委員会全国会議(en:National Conference of Commissioners on Uniform State Laws：NCCUSL)が、統一商事法典を制定した。ただし、これは法律ではなく、単なる法案モデルであって、実際に州議会で議決されて初めてその州における法律になる。議決に際して、法案モデルの条項を修正すること自由とされており、その例も決して少なくない。
以上のとおり、合衆国においては、州の権限は決して小さなものではなく、憲法に反しない限り、各州は自由に法律を制定することができる固有の強大な権限を有するとされている。この点が日本における憲法第94条に規定された、地方自治体の条例に対する国の法律の優位関係と根本的に異なっている。

##### 違憲審査制と連邦の権限の拡大
合衆国憲法は、政治的な妥協の産物であり、連邦法の優位が認められる合衆国に規定された事項を、誰が、どのように判断するのかという問題について規定する条文がなかった。
合衆国憲法制定当初は、合衆国憲法に規定された事項については連邦法が優位するものの、それ以外の事項については逆に州のポリスパワーが優位するとされ、連邦の権限は限定的なものと解され、特に南部の州ではこのような考えが強かった。
しかし、連邦最高裁判所は、1803年のマーベリー対マディソン事件判決で、連邦最高裁判所が合衆国憲法の最終的な有権的解釈権を有し、合衆国憲法が人民に保障した権利を州法が侵していると判断した場合には、その州法を違憲無効とすることができるという考え方を示した。
その後、連邦最高裁判所は、この違憲審査制によって合衆国憲法に規定された契約条項や州際通商条項の解釈を通じて徐々に連邦の権限の拡大を目指すようになる。
もっとも、1819年のマカラック対メリーランド事件判決によって、合衆国銀行が合憲と判断された後にアンドリュー・ジャクソン大統領は、憲法の有権的解釈権は、裁判所のみが有するものではなく、大統領および立法府も有しているとして合衆国銀行の免許更新を認める法案の署名を拒否して連邦最高裁判所の判決を無視したことがある。また、1832年のウースター対ジョージア州事件判決によって、二人の宣教師を逮捕した根拠となるジョージア州の州法が違憲とされた後もジョージア州当局は二人の宣教師を釈放せず、連邦最高裁の判決を無視している。このように、違憲審査制が確立されるまでの道のりは決して平坦なものではなく、衝突と対話を繰り返した結果であるといえる。

##### 契約条項
合衆国憲法第1章第10節は、「州議会が契約上の権利義務を損なうような法律を制定すること」を特に禁止しており、これを契約条項という。
1819年のダートマスカレッジ対ウッドワード事件判決は、民主党系の知事と州議会がダートマス・カレッジの理事を12名から21名に増員する州法を成立させ、連邦党系の理事を追放しようとしたものであるが、植民地時代の英国国王が2名の理事に大学の経営を永遠に任せると規定した勅許状を契約にあたるとして違憲と判断した。
しかし、契約条項は、連邦にとって、州の強大な権限に対抗するための武器としては十分なものとはいえなかった。

##### 州際通商条項
合衆国憲法第1章第8節3項、いわゆる州際通商条項（interstate commerce clause）は、州際通商を連邦法で規律できる分野として規定しているが、「州際通商」は解釈のしようによって広くも狭くも解釈できる不確定概念であった。
1824年のギボンズ対オグデン事件判決は、州際通商を、複数の州にまたがる、あらゆる商業上の交流を含むものとして極めて広く解したので、州際通商条項は連邦議会の権限拡大の見地から有効な規定として広く利用され、これを根拠に多くの連邦法が制定されるようになった。
もっとも、州際通商条項は、連邦議会が制定する法律をすべて正当化することができるとまでは解されていない。実際、1935年にシェクター鶏肉加工社対合衆国事件判決では、鶏肉加工工場内の労働者の労働時間と賃金を規制する連邦法が鶏を生きたまま他州から仕入れているにもかかわらず、工場内の労働である加工と販売はニューヨーク州内で行っていることから、一つの州内のみに関わる事項であり、州際通商に当たらないとして違憲とされたことがある。

##### ドレッド・スコット事件判決と南北戦争
以上のような連邦最高裁判所の判断を介した連邦の権限の拡大は、単に通商のみに限定されていれば特に問題は生じなかった。
ところが、 1857年に ドレッド・スコット対サンフォード事件判決で、ミズーリ協定が違憲とされ、連邦最高裁判所によって、連邦政府も領土政府も奴隷制度を禁止できないとの判断がなされると、奴隷制度の違憲をうたう共和党は政治的妥協の余地を失い、かえって奴隷制度についても南北の対立を助長する結果になり、各地で暴動が起こるなどして 南北戦争を誘発する一因となる。

##### 連邦の権限の強化
1865年に南北戦争が終わると、合衆国全土に鉄道が引かれ、州を超えた商取引が活発となり、著しい経済発達を遂げるようになる。このような社会の変化は、むしろ各州の伝統的な慣習を尊重するより、全国的な共通市場の確立およびより大きな自由の確保を求めるようになったが、当時の政府は、このような問題を解決する能力を持たなかった。前述したリステイトメント事業のように各州間の法の統一運動ですら民間から起きたいわば下からの革命に頼らざるを得なかったのである。
連邦最高裁判所は、司法権の政策形成機能を重視する立場から、積極的にこの問題に対処しようとするようになる。そのきっかけとなったのが、「いかなる州も正当な法の手続によらないで何人からも生命、自由または財産を奪ってはならない」と規定する憲法第14修正のデュー・プロセス条項の導入である。連邦最高裁判所は、1897年にレーガン対農民信用金庫事件判決によって、合衆国憲法修正第14条は、単に手続の適正を保障するものではなく、手続の内容の適正までを要求するものであるとの実体的デュー・プロセスの考え方をとり、テキサス州の鉄道委員会の設定した運賃を適正手続が保障する財産権を侵害するものと解して、違憲と判断したのである。

#### アメリカ法における連邦最高裁判所の役割
これまで見てきたとおり、合衆国は、強大な権限を有する州と連邦が衝突を繰り返しながら、徐々に連邦の権限を拡大してきたという歴史を有するが、その際、法の支配の下、合衆国憲法の解釈を通じて連邦と州の調停者としての役割を連邦最高裁判所が果たして来たのである。このことが正にアメリカ法が英国法を継受しながらも独自の法体系を有するに至ったゆえんである。

## 合衆国の統治機構

### 合衆国の司法制度
以上のような歴史を有する合衆国の司法制度は、他の法制にない次のような特徴を有している。
合衆国では、多種多様な紛争を解決する必要という実需に答える形で、各州で、民間から自然発生的に生じたロースクールによって法曹教育が行われたという歴史を有する。裁判官、検察官に任用についても、特別な教育を施すのではなく、民間の弁護士から採用するという法曹一元制をとり、英国と異なり、法廷弁護士と事務弁護士を区別しない制度をとったが、その結果として、90万を超える法曹人口と高度な法廷技術の発達を促した。
合衆国憲法修正第5条は、死刑または自由刑を科せられる犯罪について刑事事件における大陪審の審理を受ける権利を、合衆国憲法修正第6条は、刑事事件における小陪審の審理を受ける権利を、合衆国憲法修正第7条は、係争の価額が20ドルを超えるときの民事事件における陪審の審理を受ける権利を保障している。陪審制の母国である英国においては、様々な理由から陪審制が衰退しているのに対し、合衆国では、多くの法曹人口に支えられ、現在でも広く活用されている。
この陪審制は、当事者主義、直接・口頭主義、集中審理等の裁判手続に重大な影響を与えているが、法律専門家でない一般人が合理的な判断ができるように発達したものとして、民事事件と刑事事件に共通して適用される証拠についての詳細な規則が設けられているのも大きな特徴となっており、特に 伝聞法則が広く知られている。もっとも、民事手続では、伝聞法則は緩和され、その例外が広く認められる傾向にある。
合衆国は、連邦制を採用しているため、連邦裁判所（federal courts）と州裁判所（state court）の関係が問題になるが、連邦政府と州政府がそれぞれ独自に別々の裁判所を持つという二元的な裁判制度を採用している。

#### 連邦裁判所
連邦裁判所の権限は、合衆国憲法第3編第2節に規定された権限に限定されている。連邦法によってこの権限を拡張することは許されないが、逆に縮小することは許される。
現在では、連邦法によって、(1)合衆国が当事者となる事件、(2)合衆国憲法、連邦法および条約の下で発生するすべてのコモン・ローおよびエクイティ上の係争事件（「連邦問題」）、(3)異なる2つの州に住む市民の間での訴訟である「州籍相違」（diversity of citizenship）事件の場合が連邦裁判所の管轄とされており、知的財産や破産などが連邦問題に含まれる。
連邦裁判所は、連邦地方裁判所（United States District Court）、連邦控訴裁判所 (United States Court of Appeals) 、連邦最高裁判所（Supreme Court of the United States）という3段階制（three-tier system）をとっている。

#### 州裁判所
州裁判所は、各州の議会が各州の憲法に基づき、州法によって、裁判官の具体的な権限や管轄を定めているので、裁判所の構成・名称も州により様々である。
概括的に言えば、多くの州裁判所で、事実審裁判所（trial court）、中間上訴裁判所（intermediate appellate court）、最終審裁判所（supreme court）の3段階制がとられている州が多いが、中間上訴裁判所がない州もあり、連邦裁判所のように明確な3層構造になっているわけでない。
1審の事実審裁判所は、比較的軽微な事件や少年裁判所（juvenile court）、家庭裁判所（family court）ように特定の種類の事件を管轄する「制限的管轄権を有する裁判所」と、「一般的管轄権を有する裁判所」に分かれる。
制限的管轄権を有する裁判所では、治安判事が無給の名誉職とされる代わりに、正式な法律上の訓練の経験を一切必要としないものとされ、正式な裁判記録を作成しない簡易な手続がとられている。治安判事が行い得る権限等は州によって異なっている。
一般的管轄権を有する裁判所では、すべての州で裁判官に法律の学位取得が義務付けられているだけでなく、制限的管轄権を有する裁判所の判決についての上訴審理を行い、しかも改めて事実審理をやりなおす覆審制をとっていることにより手続の公正が担保されることになっている。州によっては制限的管轄権を有する裁判所の判決についての上訴審理を中間控訴裁判所が行うところもある。

#### 連邦裁判所と州裁判所の関係
連邦裁判所と州裁判所は、それぞれ独立した関係にあり、上下の関係にあるものではない。
州裁判所の事物管轄は、広く連邦裁判所の排他的な専属管轄に属しない事件に及ぶが、連邦裁判所の第一審として専属管轄を認めるのは、特許に関する事件や倒産に関する事件などさほど多くはないので、連邦裁判所と州裁判所の管轄は競合することもある。このような場合、いずれの裁判所に訴訟を提起するかは、原告が判断することになる。
原告が州裁判所に訴訟を提起することを選択した場合、移送が認められる場合を除き、州最高裁判所の終局判決が最終的な判断となる。州最高裁判所の判決に不服のある当事者は、連邦最高裁判所に上訴ができるが、この場合、当事者の権利として上訴できるのではなく、連邦最高裁判所が裁量によって上訴を許可することとなっており、許可事由も州法が合衆国憲法または連邦法に違反していることが争点となっているときなどに限定されている。
原告が連邦裁判所に訴訟を提起することを選択した場合は、若干複雑である。合衆国では、大陸法系のような民法に対応する形での民事訴訟「法」、刑法に対応する形での刑事訴訟「法」というものはなく、裁判所組織および裁判手続に関する法律の中で、民事編と刑事編の規定が分けられており、法（Law）と手続（Procedure）は区別されている。したがって、連邦裁判所での裁判手続（Procedure）については、連邦法および連邦裁判所施行規則に従うが、実体法（Law）については、その管轄する地方の州法ないしコモン・ローに従うものとされている。1938年のイーリー鉄道会社対トンプキンズ事件判決以来現在に至るまで、連邦裁判所による、州を超えた合衆国全体についてのコモン・ローの形成は認められていない。
いずれにせよ、契約、不法行為、家族、相続、刑事事件など日常の大部分の事件は州裁判所で取り扱われ、または連邦裁判所で取り扱われる場合にも州法ないしその州のコモン・ローに従って解決されている。今まで述べてきた連邦の権限の拡大・強化にもかかわらず、各州は強大な権限を現在でも維持し、合衆国国民にとって単に裁判所といえば、自分が住んでいる行政地区にある身近な州裁判所のことを指すのである。

### 合衆国の議会
連邦には、連邦議会があり、上院と下院に分かれている。
各州は、州議会が一院制の州もあれば、二院制の州もあり、その他にも州議会の会期もまちまちである。

## 刑事法
連邦の刑事法は、州と比べるとはるかに統一化され合理化しているが、州の刑事法は、州憲法に基づき、州ごとに制定されており、地方色が強い。
連邦の刑事法の執行を職務とするのは、合衆国地区検事である。合衆国では、私人訴追主義をとる英国と異なり、フランス式の検察官制度をとっているが、英国と同様に法曹一元制をとっているため、検察官を弁護士と同じくアトーニー（attorney）と呼び、両者に本質的な差はないものと考えられている。検察官は、起訴不起訴の決定に極めて広い裁量を有し、日本と同じく起訴便宜主義がとられている。州の検察制度は、地方によって異なるが、大きく分けると、大都市型検察官と農村型検察官に分けることができるとされている。
警察官が被疑者を逮捕するのには令状を必要とするのは日本と同じであるが、逮捕後は被疑者を直ちに治安判事の面前に引致しなければならない。治安判事は、逮捕の要件を審査し、要件があれば勾留するが、多くはこの段階で保釈が認められる。裁判所には、保釈保証業者のパンフレットが置いてあることが通常であり、よく利用されている。保釈中に被告人が逃亡した場合、被告人を連れ戻す専門の業者がおり、バウンティ・ハンターと呼ばれている。
嫌疑の事実が重罪または軽罪に関する場合は、予備審問にかけられ後、大陪審に回され、被告人を公判廷に召還して罪状認否手続が行われる。この段階で、検察官の関与の下、いわゆる司法取引が行われる。
被告人が無罪と答弁した場合、事実審理前協議を経た上で、陪審による事実審理が行われる｡被告人において陪審審理を拒否し､裁判官による事実審理を受けることも可能である｡陪審で有罪となれば、裁判官が刑の量定をするが、プロベーションを付けるなどほぼ無制限の裁量が裁判官に与えられているのが特徴である。

## 民事法

### 契約法
契約法（contract law）は、州が制定法を制定し、州ごとに判例法が形成されている。各州では、契約法リステイトメントが重要な権威とされており、少なくとも商取引については州によって重大な違いはあまりないとされている。日本のような典型契約という観念はなく、契約は皆等しいものとして把握されている。判例を補完する制定法として特に重要なものに詐欺防止法がある。統一消費者信用法典によって消費者契約は特に保護されている。

### 不法行為法
不法行為法（tort law）は、州が制定法を制定し、州ごとに判例法が形成されている。個別具体的な類型に即して成立要件と免責要件が規定されており、各州の間の統一性を図る見地から発行された不法行為法リステイトメントは約1000条に及ぶ類型を定めている。第3次不法行為法リステイトメントは、各州の立法や判例において参照されているが、消費者サイトでなく、企業サイトよりの内容とされていて、各州の事情に応じて取り込み方に若干の違いがある。
不法行為を故意責任、過失責任、厳格責任に分けて考察する見解もあるが、日本のような一般理論とは異なる。
近時は不法行為責任と保険制度を総合的に体系化しようとする試みもなされている。

### 財産法
財産法（property law）は、州が制定法を制定し、州ごとに判例法が形成されているが、契約法、不法行為法と異なり州によって違いが大きい。主に不動産について規定しているが、我が国の契約にあたる贈与、賃貸借についても規定している。
逆に、日本で物権とされている占有訴権は、侵害訴訟として不法行為法に規定があり、物権と債権に二分する構成ではなく、物的財産と人的財産とに二分する構成である。
不動産についても、日本における登記のような制度はないので、不動産の売買は、売主と買主がそれぞれ弁護士に依頼して譲渡証書・権原証書の交付し、代金の清算をして完結行為（Completion）が行われて初めて売買契約が完了するコンベイヤンシング（en:Conveyancing）によってなされている。

## 家事法

### 家族法
米国では、州ごとに家族法が制定されており、その内容は州によって大いに異なり、判例にも相当の相違点がある。
米国は生地主義をとっており、米国内で出生することにより米国籍を取得するが、一定の年齢までに国籍を選択し、二重国籍を解消しなければならない。出生は州ごとに管理される出生登録簿に記録されるが、日本における戸籍のような人ごとに出生から死亡までの婚姻、離婚などの全ての身分関係を記録するような制度は存在せず、身分証を発行するのが通常である。
婚姻には、州の役場や裁判所の発行する婚姻許可証（marriage license）が必要であり、許可証の発行後一定の期間内に結婚式を挙げる必要があり、役場や裁判所でその事実が確認されて初めて婚姻登録簿に登録がされる。所定の期間内に結婚式をあげなければ婚姻許可証は失効する。
2000年代以降、一部の州によって同性同士の婚姻、同性結婚（Same-Sex Marriage）を認めるようにもなる。2015年6月26日、合衆国最高裁判所は「法の下の平等」を定めた「アメリカ合衆国憲法修正第14条」を根拠に、アメリカ合衆国の全ての州での同性結婚を容認する判決を下した（9名の裁判官のうち同性結婚に、5名が支持、4名が反対、「オーバーグフェル対ホッジス裁判」も参照）。これによりアメリカ合衆国において同性婚のカップルは異性婚のカップルと平等の権利を享受することになった。なお、同性婚の際の配偶者の姓に関しては異性婚と同様に同姓や別姓など様々な選択肢がある（詳細は「en:Same-sex marriage in the United States」参照）。
一般に内縁関係と婚姻関係は区別されているが、一定期間の内縁関係を婚姻関係に準じて保護する州もある。
離婚は判決によるのが原則とされてきたが、現在では協議離婚を認める州も多くなっている。1960年代以降は、判決による離婚では破綻主義の傾向が強くなっている。夫婦間に子どもがいる場合、離婚後の親権は共同親権が通常であり、面会交流権が認められているが、トラブルも多い。

### 相続法
相続自由の原則が認められる現在の米国の相続法だが、イングランド法を継受しているために、人の財産関係はキリスト教精神との関係から一代で完全に消滅するとの建前により、遺産管理の主たる目的は死者のもつ債務の履行であるとされ、その法理は当然に死者の債務も債権も相続人に移転するとの態度をとらない。
13世紀末ごろのイングランドでは、遺産は、相続人が死者の債務を全て弁済した後、遺言執行者に引き渡し、遺言執行者が死者の意思により遺産を分配していた。また、この頃から相続人の死者の法律上の債務についての責任は、遺産の総額の範囲内とされ、現在の日本の限定承認に似た制度が「あるべき法」としてみとめられていた。
合衆国各地域がイギリス植民地時代を終え、その慣習法の継受が終了した段階では、すでに相続人と遺言執行者の地位は逆転していたが、1830年の遺言執行者法（Executors Act,1830）を継受していないため、アメリカでは遺言執行者はコモン・ローの原則どおり、遺言執行者が明らかに遺言者の意思に反しているとされた場合以外は残余財産の所有権は遺言執行者に帰属するとの原則どおりとなり、遺言の執行に関して大きな権限をもつ。つまり、遺言執行者の法的地位は、死者の全ての財産関係の代表者、完全な管理清算機関である。また、遺言執行者と相続人は相互に干渉しないとの原則も受け継がれている。
以上の経緯により、アメリカでもイングランド相続法の人格代表者制度（personal representatives）を採用しており、死者の意思たる遺言により、遺産の受託者的な遺言執行者は死者の意思たる遺言を執行する。なお、これらの建前は相続人を包括継承人として扱い、当然に遺産の財産権が相続人に移転するとする、日本、ドイツ、フランス、などの相続法と大きく異なっている。
- 検認裁判は遺言の有効性と遺言執行者の遺産への権利を証明するために行われる、死者が無遺言の場合、もしくは遺言の中で遺言執行者を選任していない場合に行われる、英米法独自の相続手続である。人格代表者制度（personal representatives）の建前から、死者名義の所有権のある財産で、共同所有（ジョイントテナンシーJoint Tenancy）や、トラストや契約によるもの以外は、死者との利害関係人との債務の清算のために、プロベートと呼ばれる検認裁判を経て遺産の分配が行われる。

- 検認裁判(プロベート)では、死者が遺言を残していればその遺言が裁判所に提出され、遺言がなければ遺言なしの申請を裁判所に行い検認の手続を開始させる。検認裁判は、(1)遺産管理人を任命する。(2)遺言書や遺言があればそれを裁判所が検分する(3)遺産の実質的な内容と価値の査定(4)死者の負債と租税の確認と清算(5)遺言があればそれに添って遺産を配分処分し、遺言がなければ法定相続人や国庫へ遺産を配分する。資産の内容は公開とされ、裁判所費用、弁護士費用、鑑定士経費などが、相続財産から差し引かれる。そのため、ある免責額（例えばカルフォルニア州法では10万ドル）が制度として、各州において定められている。

- 遺産の相続先は、原則として死者の意思による。そのため、人のみでなく、犬や猫（物）にも遺産の相続が認められる（遺言執行者の死者の意思の代理行為）。例外として、共同所有（ジョイントテナンシーJoint Tenancy）の場合は、生存者に当該所有権が検認裁判所の手続なしで当然に継承される。

- 夫婦の共有財産（コミュニティ・プロパティ、夫婦が結婚してから作ったと認められる財産）は、全て配偶者が相続できるが、遺言で共有財産の半分（死者の持分）を誰にでも相続させ得る（離婚している場合は離婚裁判で財産の分与は既に済んでいる）。法定相続分は、夫婦の共有財産でない場合は子と妻の立場は対等になる。

- 遺言がない場合は、州法などによって相続人の範囲が定められており、その詳細は州によって異なるが、個人の意思（遺言）がない場合は、妻、子供、孫、曾孫、父母、兄弟姉妹、祖父母、叔父叔母従兄弟が相続人と定められ、関係者がいない場合は各州が収納する。

- 以上のように清算手続を経てプラスの残余財産がある場合に相続人は初めて相続することから、故人（被相続人）の負債は遺産の範囲外であり、そもそも日本のように相続放棄により負債を逃れる必要はない（日本では黙って相続すると、債務まで引き継ぐことになり得るがアメリカの場合はない）。なお、相続を放棄することは自由である。

もっとも、検認裁判では複雑な手続と費用が必要なため、これを回避する目的で、米国では、老若男女・遺産の多寡にかかわらず、多くの人が指定遺言執行者（Executor）か管財人（Administrator）が遺産の分与を執行する旨の遺言状を作成するのが通常であり、他に生前信託も大いに利用されている。